# Ні ЄС (Норвегія)
Nei til EU ( англ. No to the EU  ) є основною норвезькою групою інтересів, яка виступає проти майбутнього вступу Норвегії до Європейського Союзу (ЄС). Вона неофіційно була заснована в 1988 році і стала повноцінною організацією в 1990 році 

## Критика
Представляючи себе як політично нейтральну, організацію звинувачували в тому, що вона здебільшого ліва, що складається переважно з членів Соціалістичної лівої партії та Центристської партії. Крім того, організація також була відома тим, що відкинула, а також була відкинута євроскептичними членами Партії прогресу . 
- Президент і речник: Рой Педерсен
- Генеральний секретар: Келл Арнестад
- Віце-президент: Ейнар Фрогнер
- Віце-президент: Хайді Ларсен
- Член групи лідерів: Софі Аксельсен Осланд [3]